# Komunitní rady Bronxu
Komunitní rady Bronxu (Bronx Community Boards) zahrnují dvanáct místních komunit ve čtvrti Bronx v New Yorku, které stejně jako v jiných městských částech, hrají roli v samosprávě New Yorku. Nemají žádná administrativní práva, ale mohou prezentovat požadavky podle potřeb komunity městské samosprávě. Neexistuje žádná záruka, že požadavky budou schváleny, nejzávažnější problémy jsou ovšem samosprávou řešeny v maximální možné míře. Každá rada se skládá z menších oblastí nebo částí.